# سوخو-۴۷

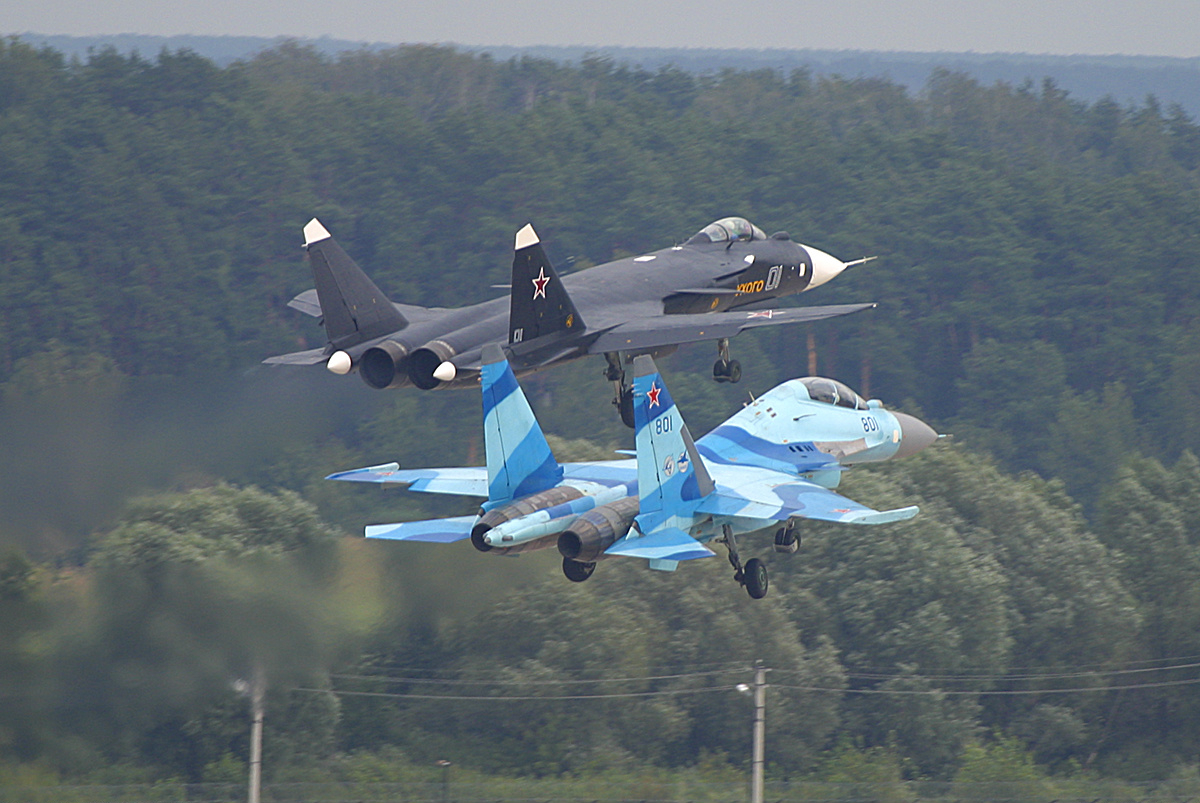
سوخو-۴۷ بهمراه یک سوخو ۳۵ یوبی

سوخو-۴۷ (Су-۴۷) مشهور به برکوت (به روسی: Беркут) به معنی «عقاب طلایی»، یک هواپیمای جنگنده زبرصوت روسی با بال‌های رو به جلو و ساخت شرکت سوخو است. تنها نمونه هواپیمای سوخو-۴۷ تولید شده، به عنوان اثباتگر تکنولوژی‌های پیشرفته انجام وظیفه می‌نماید و ساخت دومین نمونه آزمایشی این هواپیما نیز کنار گذاشته شد. فناوری‌های تازه‌ای که برای نخستین بار در سوخو-۴۷ بکار رفت، در توسعه برنامه جنگنده نسل پنجم روسیه استفاده شده‌است.

## تاریخچه
طرح اولیه سوخو-۴۷، ابتدا به نام S-37 شناخته می‌شد و شرکت سوخوی، مدتی بعد و در سال ۲۰۰۲، هواپیما آزمایشگر تکنولوژی‌های پیشرفته‌اش را به سوخو-۴۷ نام‌گذاری مجدد نمود؛ ضمن اینکه با نام مستعار Berkut به معنی عقاب طلایی نیز شناخته می‌شود. سوخو-۴۷ در اصل به عنوان بستری جهت انجام آزمایش‌های مهم روس‌ها در زمینه مواد کامپوزیت و سیستم‌های پیچیده دیجیتال کنترل پرواز (FBW) ساخته شد. سوخو-۴۷ با بهره‌گیری از بالهای رو به جلو، توانمندی انجام مانورهای بسیار عالی را دارد و قادر است در زاویه‌های حمله‌ای به اندازه ۴۵ درجه و بیشتر نیز اقدام به عملیات نماید. مؤسسه مطالعات هوایی تساگی (TsAGI) مدت‌ها بود که از مزیت‌های فراوان بالهای رو به جلو اطلاع یافته بود. عمده این دانش به واسطه به غنیمت گرفته شدن یک فروند بمب‌افکن جت یونکرس ۲۸۷ ساخت آلمان نازی بدست آمده بود.
بالهای رو به جلو، نسبت به اغلب طرح بالهای سنتی، باعث کسب بیشترین میزان نیروی کشش شده، لحظات خمیدگی بالها را کم کرده و زمان وقوع واماندگی یا استال را به تأخیر می‌اندازند. در زاویه‌های حمله بالا، نوک بالها در وضعیت غیر واماندگی باقی می‌مانند و بدین جهت هواپیما قادر می‌شود کنترل خود را با استفاده از سطوح متحرک حفظ نماید. بالهای رو به جلو، نیروی زیادی جهت از هم گسیختن (واگرایی) بالهایی که از مواد معمولی ساخته شده‌اند تولید می‌کنند. به تازگی که استفاده از مواد کامپوزیت در ساخت بدنه هواپیما رواج یافته‌است، امکان طراحی هواپیمایی با بالهای رو به جلو را میسر می‌سازد.
همانند همتای غربی خود، یعنی جت ایکس-۲۹ ساخت گرومن، سوخو-۴۷ نیز یک طرح مفهومی اثباتگر فناوری است و قرار است به عنوان بستری جهت پایه‌گذاری نسل آینده جنگنده‌های روسی به کار گرفته شود. چنین هواپیمایی نه تنها باید همانند اف-۲۲ پیشرفته باشد، بلکه باید به عنوان بستری جهت بهره‌گیری از فناوری‌های نوین در جنگنده‌ای چون میگ ۱، ۴۴باشد. با تمام این اوضاع، شرکت سوخو اکنون تلاش دارد تا سوخو-۴۷ را به نیروی هوایی روسیه و سایر مشتریان خارجی به صورت جنگنده‌ای مطابق نیازشان، بفروشد.

## طراحی

سوخو-۴۷ از نظر اندازه‌ها، بسیار به طرح جنگنده‌های بزرگ ساخت سوخو نظیر سوخو-۳۵ شباهت دارد. به منظور کاهش هزینه‌های طراحی، قسمت جلویی بدنه، دم و ارابه‌های فرود سوخو-۴۷، از جنگنده‌های خانواده سوخو-۲۷ قرض گرفته شده‌است. با این حال، در طراحی هواپیما، به کاهش اثر ایجاد شده روی صفحه رادار توجه شده‌است. برای رسیدن به این هدف، از مواد جذب‌کننده اشعه رادار، محفظه درونی نصب جنگ‌افزار و فضایی جداگانه ویژه نصب یک رادار پیشرفته استفاده شده‌است. با وجود آنکه طرح هواپیمای گرومن-ایکس-۲۹ آمریکایی، یک جنگنده مفهومی و تحقیقاتی در دهه ۱۹۸۰ به‌شمار می‌رفت، سوخو-۴۷ با اندازه‌ای برابر دو برابر ایکس-۲۹، در قیاس با رقیب آمریکایی خود، بسیار به یک جنگنده رزمی و عملیاتی شباهت نزدیک پیدا می‌کند.
به منظور رفع مشکل پیچش حول محور افقی (wing-twisting) در بالهای رو به جلو، در ساخت بالهای سوخو-۴۷، به‌طور گسترده و با دقت فراوان از مواد کامپوزیت استفاده شده‌است تا به هنگام انجام مانورهای سنگین یا پرواز در زاویه‌های بالا، ساختمان بال به هنگام پیچش، مقاومت کافی از خود نشان دهد و الگوی آیرودینامیکی را خود حفظ نماید. با توجه به مساحت زیاد بالها در سوخو-۴۷، در این هواپیما می‌توان سیستم تا شدن برای بالها تعبیه نمود تا هواپیما درون آشیانه‌های نیروی هوایی روسیه قابل جای‌گیری باشد. همانند نمونه پیشین یعنی سوخو-۳۷، سوخو-۴۷ به دلیل بهره‌مندی از یک جفت پیش‌دم، در طبقه‌بندی هواپیماهای سه‌باله (triplane) قرار می‌گیرد. موضوع جالبتر اینکه در قسمت دوّم سوخو-۴۷، دو زائده تیرک‌مانند غیرهم‌اندازه تعبیه شده‌است که در یکی رادار عقب‌نگر و در دیگری چتر ترمز تعبیه می‌شود.

## نگارخانه

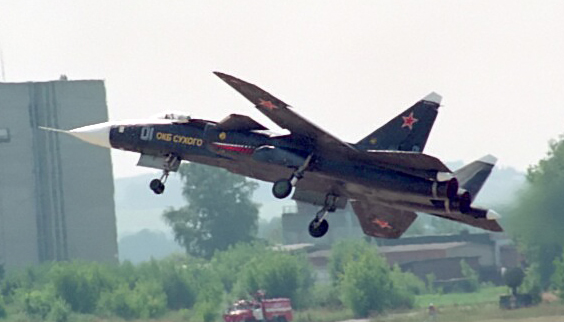
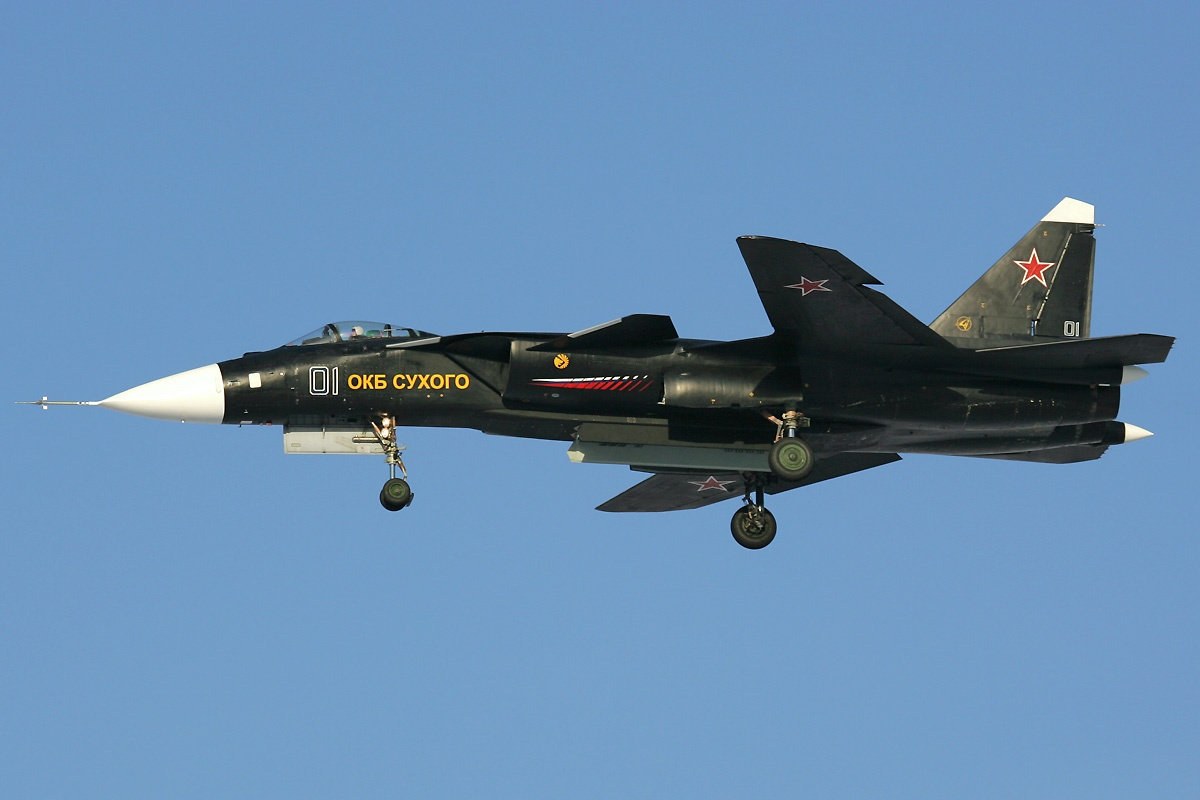
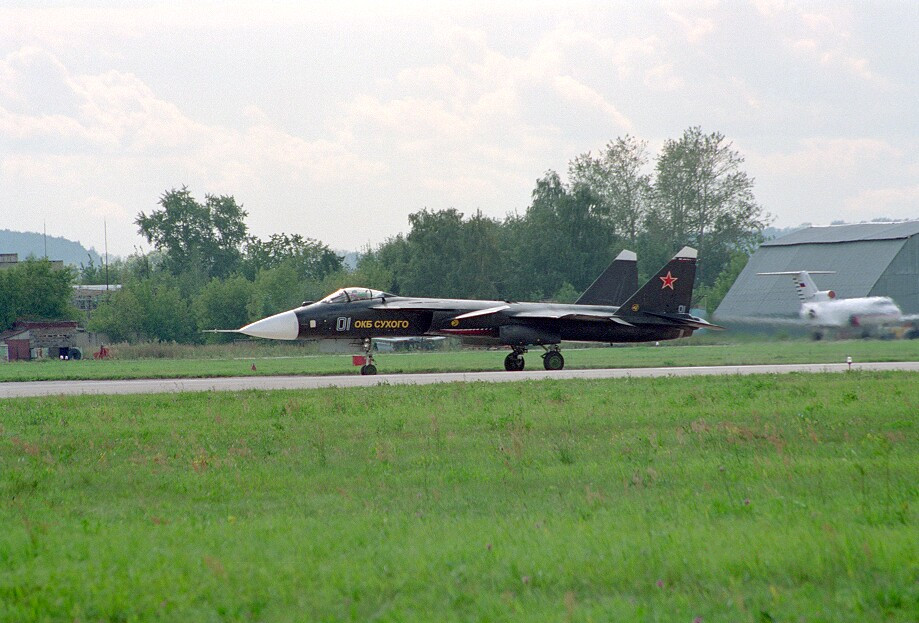
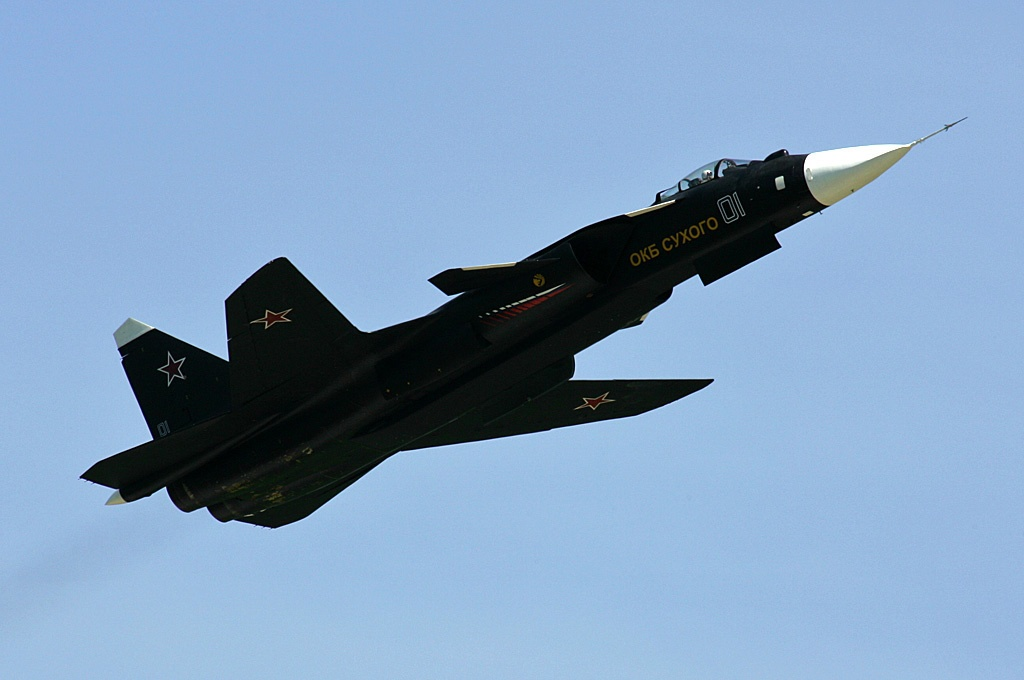
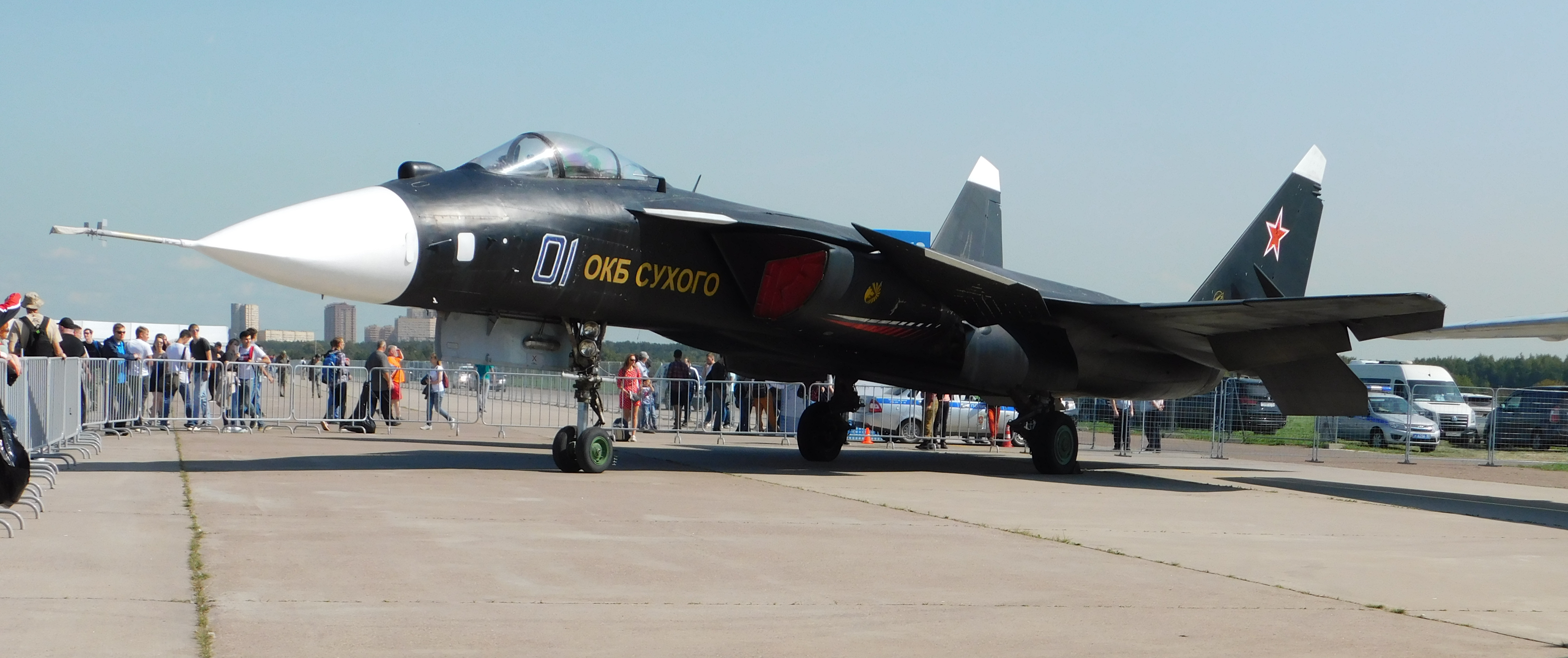
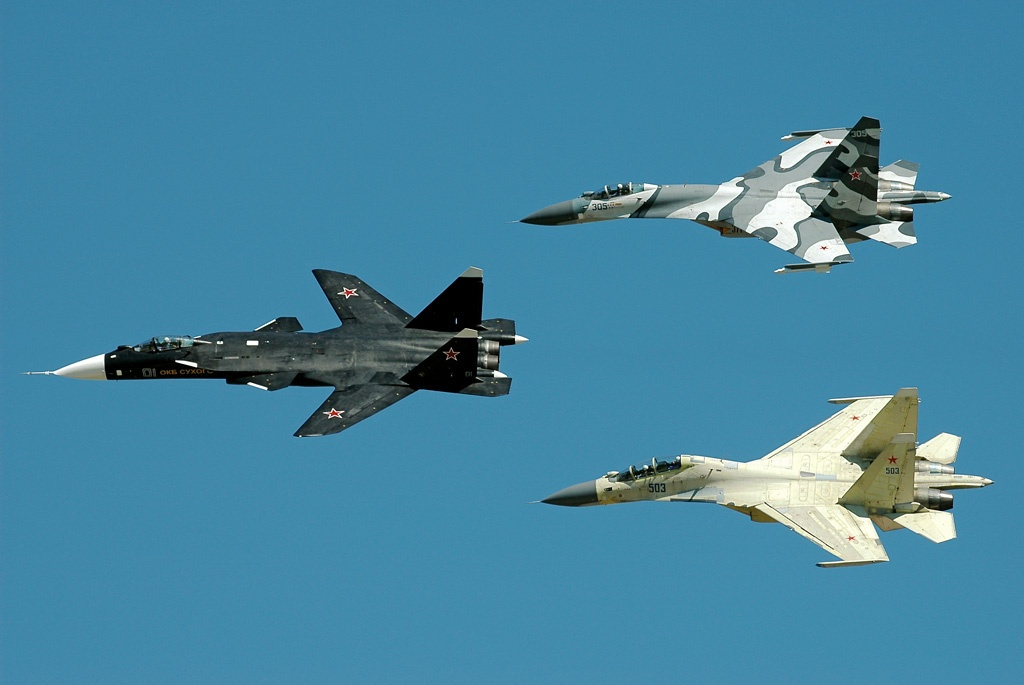